# Comuna Gislaved
Gislaved (Gislaveds kommun) este o comună din comitatul Jönköpings län, Suedia, cu o populație de 28.713 locuitori (2013).

## Geografie

### Zone urbane
Lista celor mai mari zone urbane din comună (anul 2015) conform Biroului Central de Statistică al Suediei:
| Nr | Zona urbană    | Pop.   |
| -- | -------------- | ------ |
| 1  | Gislaved       | 10.180 |
| 2  | Anderstorp     | 5.076  |
| 3  | Smålandsstenar | 4.564  |
| 4  | Hestra         | 1.327  |
| 5  | Reftele        | 1.289  |
| 6  | Burseryd       | 932    |
| 7  | Skeppshult     | 360    |
| 8  | Broaryd        | 284    |

## Demografie
| \| Evoluția demografică în comuna Gislaved, 1970–2015 \| Evoluția demografică în comuna Gislaved, 1970–2015 \| Evoluția demografică în comuna Gislaved, 1970–2015 \| Evoluția demografică în comuna Gislaved, 1970–2015 \| Evoluția demografică în comuna Gislaved, 1970–2015 \| \| ----------------------------------------------------------------------------------------------------- \| -------------------------------------------------- \| -------------------------------------------------- \| -------------------------------------------------- \| -------------------------------------------------- \| \| An \| \| \| Locuitori \| \| \| 1970 \| 1970 \| \| 26231 \| 26231 \| \| 1975 \| 1975 \| \| 27570 \| 27570 \| \| 1980 \| 1980 \| \| 28483 \| 28483 \| \| 1985 \| 1985 \| \| 28448 \| 28448 \| \| 1990 \| 1990 \| \| 29238 \| 29238 \| \| 1995 \| 1995 \| \| 29841 \| 29841 \| \| 2000 \| 2000 \| \| 30407 \| 30407 \| \| 2005 \| 2005 \| \| 29489 \| 29489 \| \| 2010 \| 2010 \| \| 29111 \| 29111 \| \| 2015 \| 2015 \| \| 29272 \| 29272 \| \| Sursa: SCB - Statistika Centralbyrån, Folkmängd efter region, civilstånd, ålder och kön. År 1968–2016 \| \| \| \| \| |      |  |           |       |
| Evoluția demografică în comuna Gislaved, 1970–2015 |      |  |           |       |
| An |      |  | Locuitori |       |
| 1970 | 1970 |  | 26231     | 26231 |
| 1975 | 1975 |  | 27570     | 27570 |
| 1980 | 1980 |  | 28483     | 28483 |
| 1985 | 1985 |  | 28448     | 28448 |
| 1990 | 1990 |  | 29238     | 29238 |
| 1995 | 1995 |  | 29841     | 29841 |
| 2000 | 2000 |  | 30407     | 30407 |
| 2005 | 2005 |  | 29489     | 29489 |
| 2010 | 2010 |  | 29111     | 29111 |
| 2015 | 2015 |  | 29272     | 29272 |
| Sursa: SCB - Statistika Centralbyrån, Folkmängd efter region, civilstånd, ålder och kön. År 1968–2016 |      |  |           |       |